# Даики Сугиока
Даики Сугиока (јап. 杉岡 大暉; 8. септембар 1998) јапански је фудбалер.

## Репрезентација
За репрезентацију Јапана дебитовао је 2019. године. За национални тим одиграо је 3 утакмице.

## Статистика
| Јапан  | Јапан | Јапан |
| Год.   | Ута.  | Гол.  |
| ------ | ----- | ----- |
| 2019   | 3     | 0     |
| Укупно | 3     | 0     |